# Nguyễn Văn Chiền

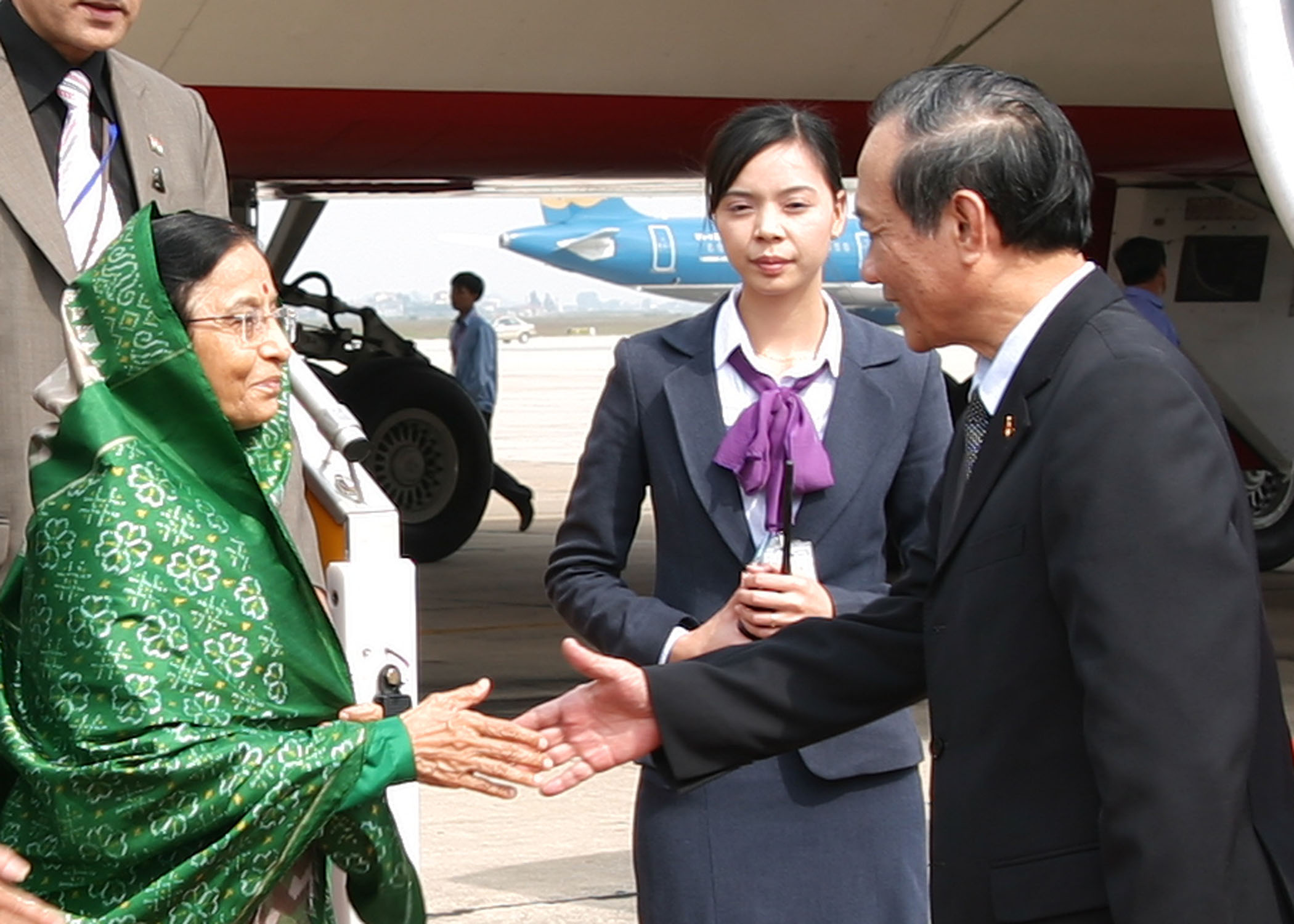
Tổng thống Ấn Độ Pratibha Patil và Nguyễn Văn Chiền

Nguyễn Văn Chiền (sinh 1949) là một chính khách Việt Nam. Ông từng là Ủy viên Ban Chấp hành Trung ương Đảng Cộng sản Việt Nam khóa IX, X, Nguyên Chủ nhiệm văn phòng Chủ tịch nước (2002–2011), Nguyên Bí thư Tỉnh ủy Hải Dương (1999–2002). Ông cũng từng đại biểu Quốc hội Việt Nam khóa 11, thuộc đoàn đại biểu Hải Dương, Đại biểu Quốc hội Khóa XII đoàn Hà Giang.
Quê quán tại xã Quyết Thắng huyện Ninh Giang, tỉnh Hải Dương. Ông từng được trao tặng Kỷ niệm chương "Bảo vệ an ninh Tổ quốc" năm 2011.